# 中央交通 (大阪府)
中央交通株式会社（ちゅうおうこうつう）とは、大阪府で貸切観光バス事業を行っている日の丸自動車興業グループ の企業である。ドイツ製バスのネオプランの輸入元としても知られていた。
この項目では系列のバス事業者である中央交通バス株式会社についても扱う。

## 事業所の所在地
- 本社：大阪府大阪市浪速区敷津東2丁目4番4号
- 八尾営業所：大阪府八尾市山賀町1丁目43番地
- 中央交通バス奈良営業所：奈良県大和高田市大谷470-3

## 沿革
- 1927年 - 大野タクシー創業。
- 1941年 - 新興タクシー（株）を設立。
- 1949年 - 中央交通（株）を設立。
- 1964年 - 八尾市にバス部営業所を開設。
- 1968年 - タクシー部門、譲渡により縮小。
- 1977年 - 日本で初めてネオプラン製デラックスバスを輸入、営業開始。
- 1978年 - ネオプラン社の日本輸入総代理店となる。
- 1979年 - 日本で初めてネオプラン製二階バスを輸入、営業開始。
- 2001年 - 100%出資子会社として株式会社ローレル観光を設立。
- 2013年7月29日 - ローレル観光が高速乗合バス事業に参入。
- 2013年8月 - ローレル観光が中央交通バスに社名変更。
- 2017年10月 - 日の丸自動車興業傘下となる。
- 2019年3月 - 「ダックスライナー」「NETWORK」運行休止により、高速乗合バス事業から撤退。

## 車両
創業当初は富士重工製車体架装の国産車が主力であった。その後、1977年にネオプラン社製の車両を国内で初めて導入したのを機に、以後ネオプラン車が同社における主力となる。翌年にはネオプラン総代理店となり、同時期に「バルC.S.B商事」を設立し欧州バス輸入販売事業に参入した中央観光バスと激しいシェア争いを繰り広げた。
2005年を最後にネオプラン車の輸入は終了しており、以降は国産車が導入されている。
2018年3月に、日の丸自動車興業が保有するスタンダード貸切車「ウエストコースト(West Coast)」と共通カラーの新型車（三菱ふそう・エアロエース）が運行開始した。

## 高速路線バス
「新高速バス制度」施行後以下の高速路線バスを運行していたが、2019年3月末までに全路線の運行を終了。全て中央交通バスが運行していた。

### ダックスライナー
系列の旅行代理店・中央交通トラベルクラブ主催のツアーバス「ウェルカムライナー」として運行してきたが、2013年8月より高速路線バスに移行。2016年10月の死亡事故による車両変更に伴い名称を変更したが、2019年3月末に後述のNETWORKとともに運行休止となった。
- 東京ディズニーシー・東京駅鍛冶橋駐車場・バスタ新宿 - 京都竹田・梅田プラザモータープール・心斎橋長堀バス駐車場

### 大阪・京都⇔高山・奥飛騨温泉郷
ウェルカムライナー同様中央交通トラベルクラブ主催のツアーバスを高速路線バスに移行。2017年9月4日に路線廃止。
- 梅田プラザモータープール・京都竹田 ‐ ひだホテルプラザ・高山グリーンホテル・ひらゆの森・平湯 岡田旅館・ガーデンホテル焼岳・福地 昔ばなしの里・新平湯温泉・栃尾温泉口・新穂高温泉口雪紫・穂高荘山のホテル・奥飛騨おもちゃ博物館・深山荘別館槍の郷・新穂高登山指導センター・新穂高ロープウェイ

### かにバス香住号
2014年12月6日から2015年3月8日まで運行された期間限定路線。
- 天王寺公園東側バス駐車場・梅田プラザモータープール→和田山海鮮せんべい「但馬」・佐津・佐津海華・佐津海岸・柴山・沖の浦・今子浦・三七十館・丸世井・香住・七日市・下浜・さどや
- 佐津・佐津海華・佐津海岸・柴山・沖の浦・今子浦・三七十館・丸世井・香住・七日市・下浜・さどや・出石→梅田プラザモータープール・天王寺公園東側バス駐車場

### NETWORK
旅行代理店・アップオン主催の高速ツアーバスの一部路線を受託運行していたが、2013年8月よりそのまま高速乗合バスに移行。尚、泉観光バス（新潟県）担当の新潟 - 東京便は引き続き運行を継続している。
- 東京ディズニーランド・東京駅鍛冶橋駐車場・バスタ新宿 - 京都駅八条口・梅田プラザモータープール・心斎橋長堀バス駐車場

## その他

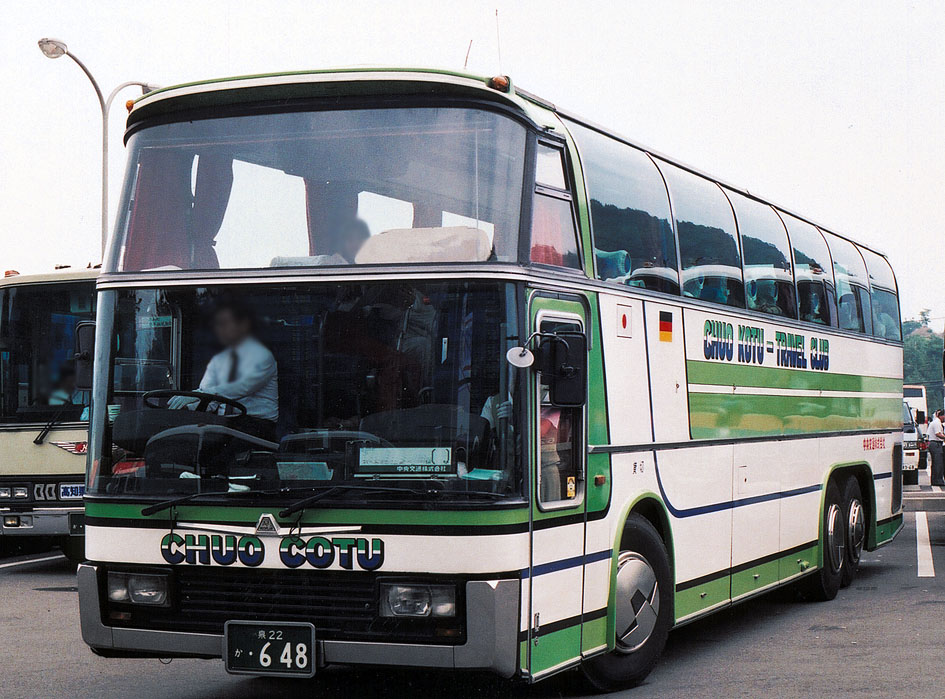
CHUO COTU表記のネオプラン シティライナーN116/3

- スーパーハイデッカーのうち1台は、1988年8月、新車輸送と新たなる観光ルートの開発を兼ね、ドイツ・シュトゥットガルトのネオプラン本社から上海まで、シルクロードの18600kmを走破するという大胆なイベントに使用されたことがある。この車両は、日本で登録されてから「マルコ・ポーロ号」と名づけられている。この「マルコ・ポーロ号」は大型観光バスとしては唯一、マギルス製の空冷エンジンを搭載している。
- 2016年10月2日深夜、愛知県岡崎市の新東名高速道路で車両故障のため路肩に停車していた高速バス（ネオプラン・スカイライナー）に後続のトラックが衝突し、運転手2名が死亡、乗客1名が負傷した[5]。また、車両故障の原因となった整備不良を放置したまま運転を行ったとして、法人としての中央交通バス、および同社の整備責任者が書類送検された[6]。
- 英字表記は現在はCHUO KOTSUだが、昭和50年代はCHUO COTUとなっていた。
- このほか、特別支援学校などのスクールバス運行も請け負っている。

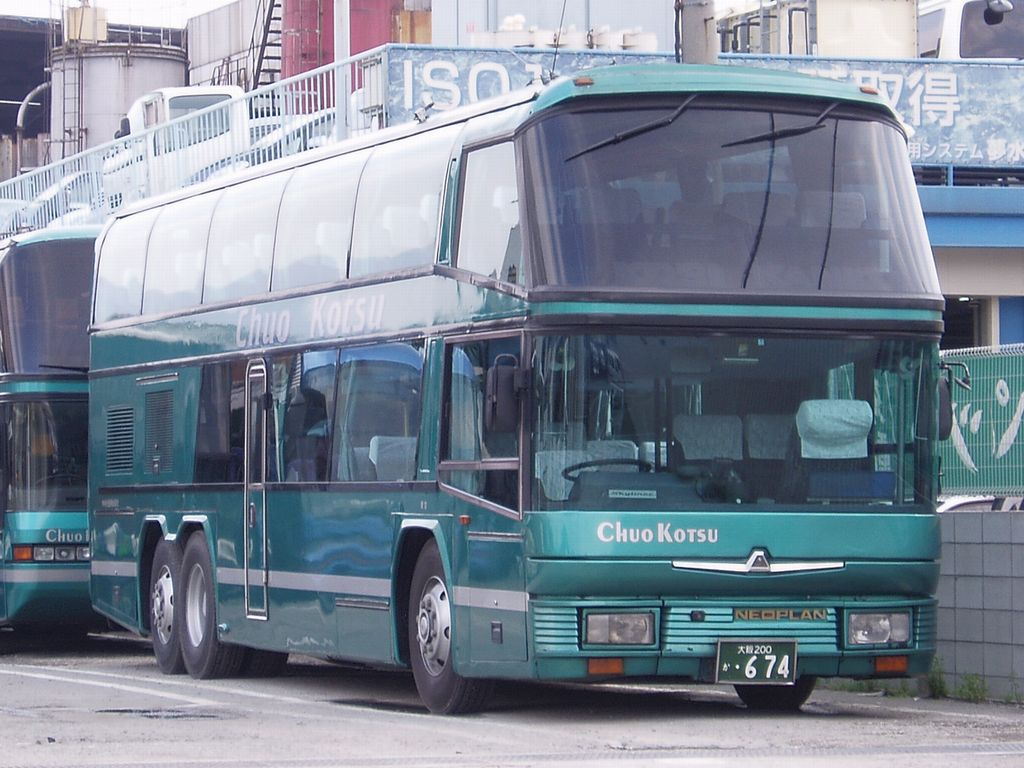
ネオプラン・スカイライナーの初期モデルも在籍
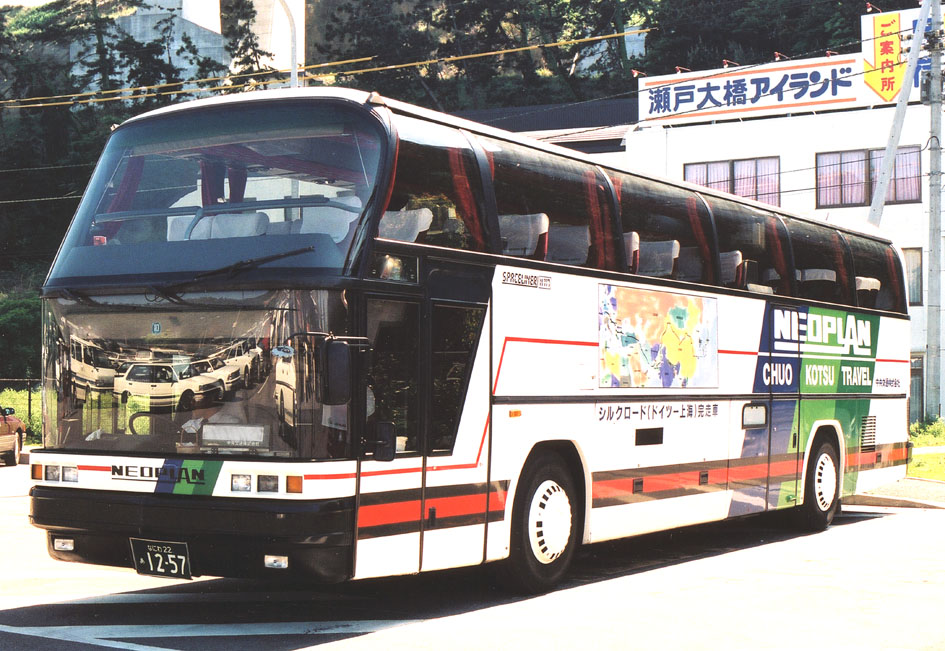
ネオプラン・スペースライナー「マルコ・ポーロ号」
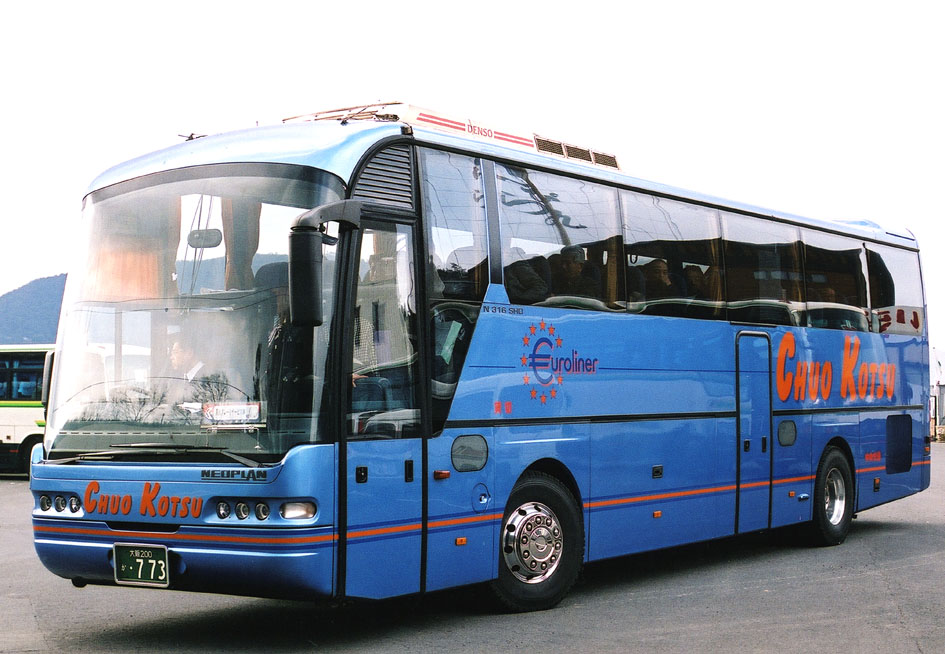
ネオプラン・ユーロライナー
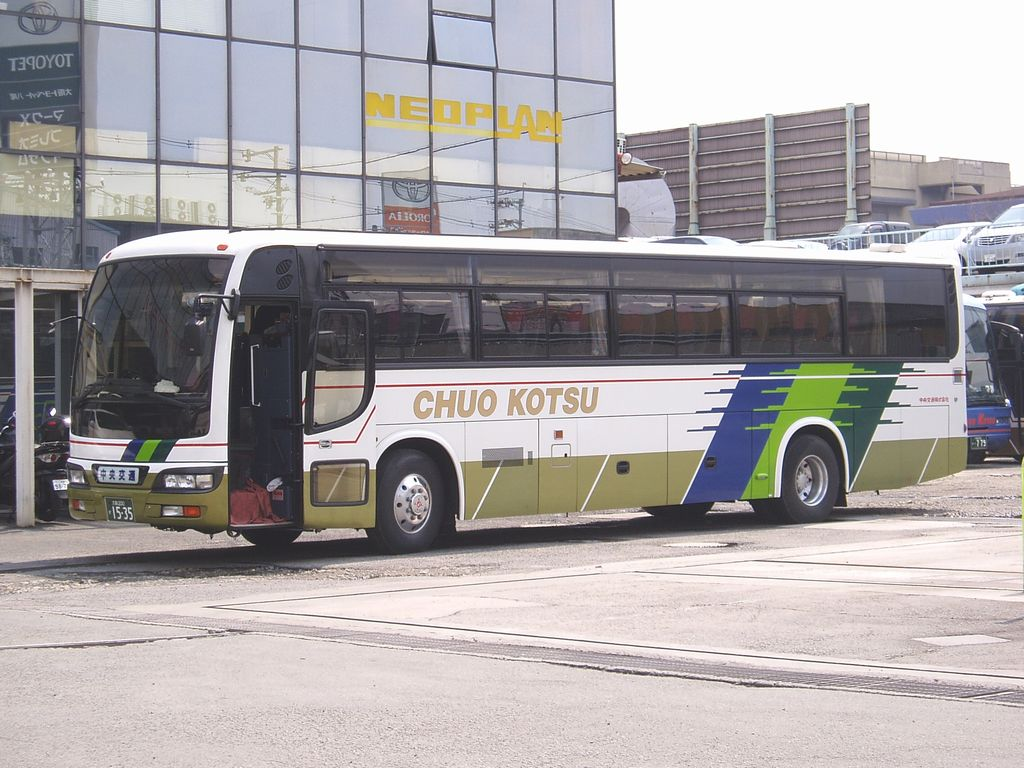
かつて在籍した日産ディーゼル・スペースアロー
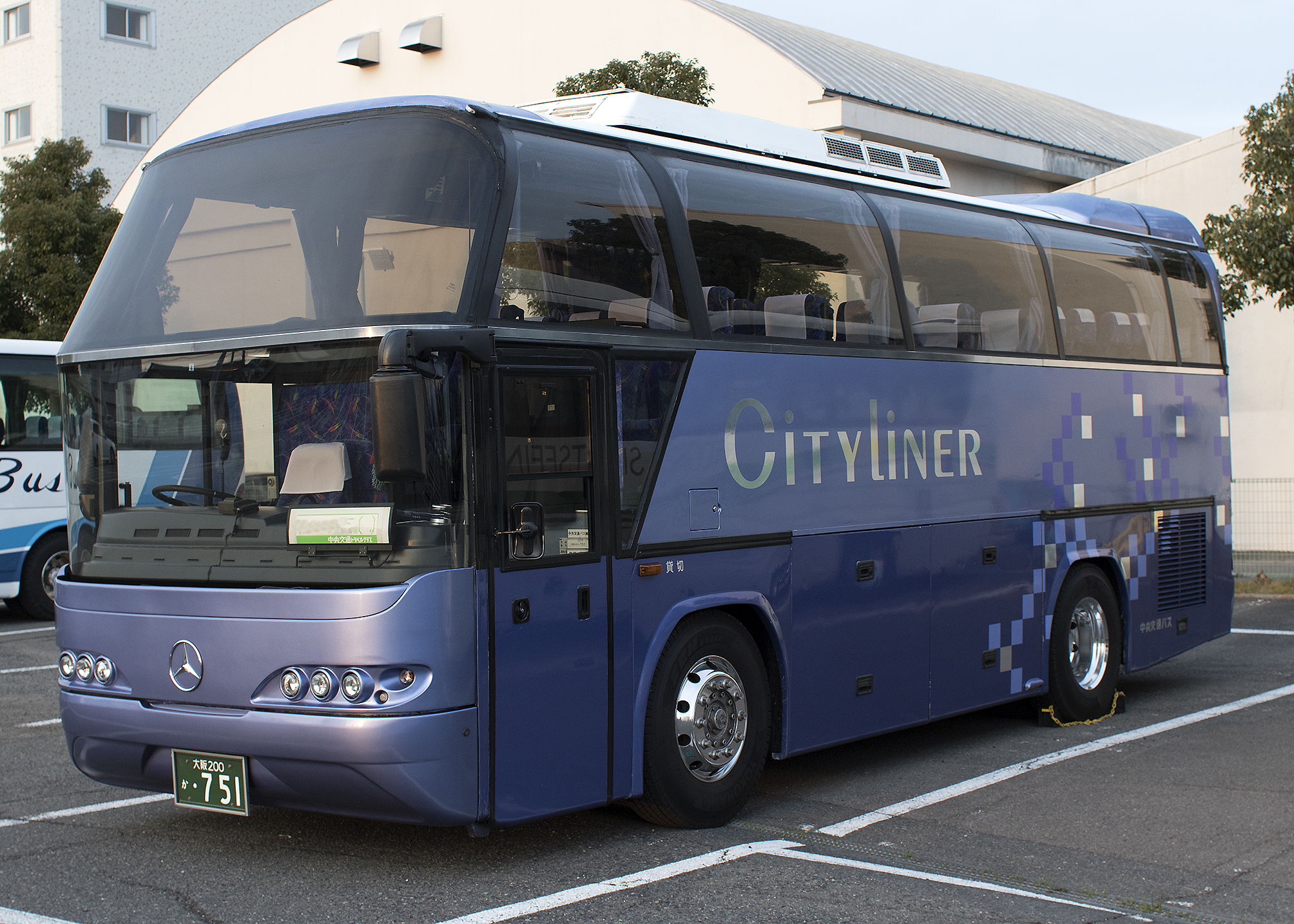
ネオプラン・シティライナーN112/2
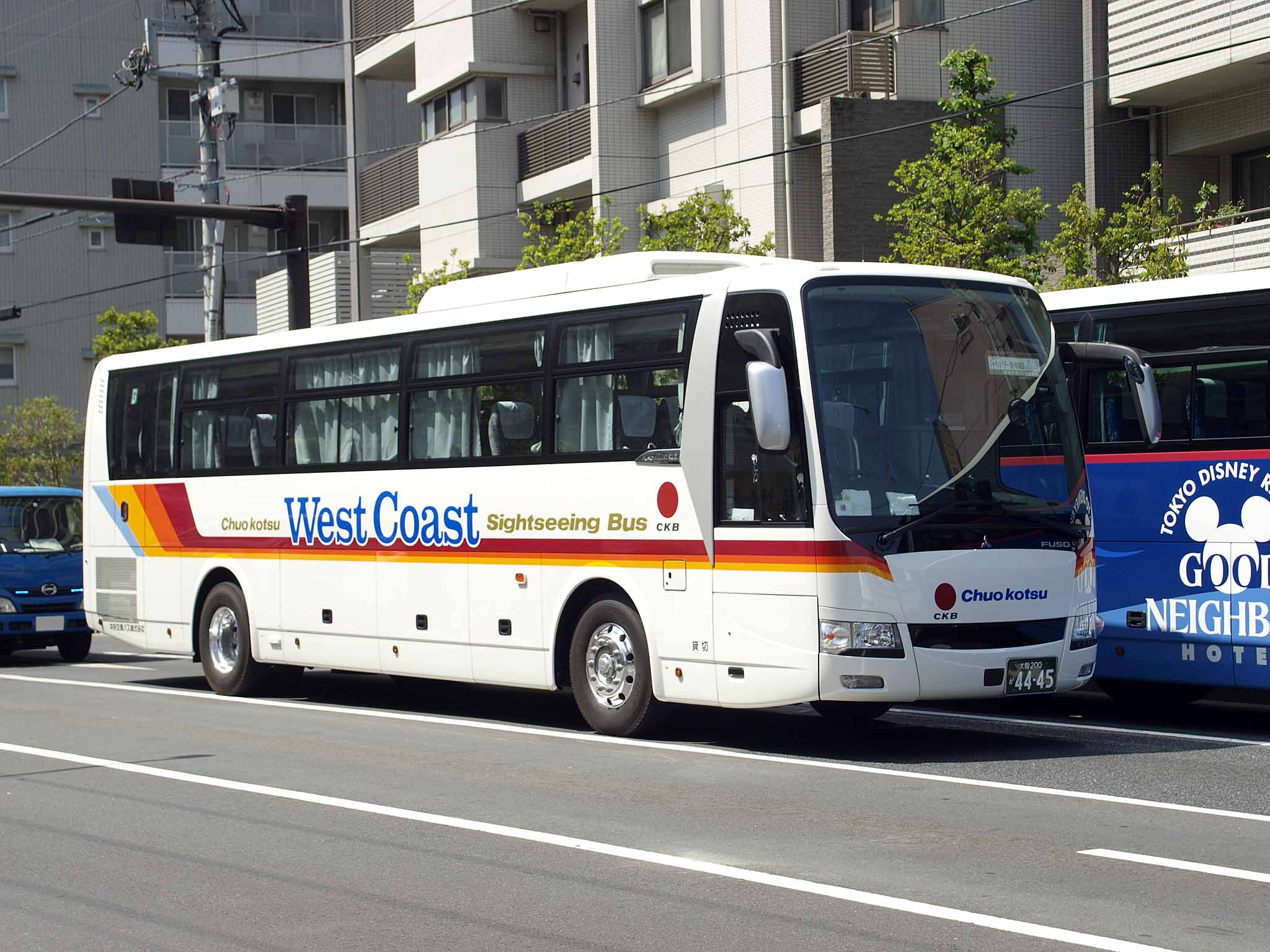
2018年から導入されている日の丸自動車グループ色の貸切車「ウェストコースト」(三菱ふそう・エアロエース）